# Jesper Thusgård Kristiansen
Jesper Thusgård Kristiansen (født 9. december 1966 i Holstebro, Danmark) er en dansk tidligere eliteroer.
Kristiansen var en del af den danske otter, der deltog ved OL 1992 i Barcelona. Det var første gang siden OL 1952 i Helsinki at Danmark stillede op i otter, og hidtil seneste gang Danmark har været repræsenteret i denne bådtype til et OL. De øvrige medlemmer af båden var Jens Pørneki, Jens Jørgen Tramm, Thomas Larsen, Lars Christensen, Carsten Hassing, Martin Haldbo Hansen, Kent Skovsager og styrmand Stephen Masters.
Danskerne sluttede på en tredjeplads i det indledende heat, og kvalificerede sig derfor til semifinalen. Her var man mindre end et sekund fra at erobre den tredjeplads, der havde givet adgang til finalen, men danskerne måtte i stedet nøjes med en plads i B-finalen, som man vandt. Det betød at den danske båd i alt sluttede konkurrencen på en 7. plads ud af 15 deltagende både.